# Solovăstru
Solovăstru (in ungherese Görgényoroszfalu, in tedesco Weichseldorf) è un comune della Romania di 2951 abitanti, ubicato nel distretto di Mureș, nella regione storica della Transilvania. 
Il comune è formato dall'unione di 2 villaggi: Jabenița e Solovăstru.